# Cecil Hunter-Rodwell
Sir Cecil William Hunter Hunter-Rodwell, GCMG (geborener Rodwell; * 29. Dezember 1874; † 23. Februar 1953) war ein britischer Kolonialbeamter, der unter anderem zwischen 1918 und 1925 Gouverneur von Fidschi, von 1925 bis 1928 Gouverneur von Britisch-Guayana sowie zwischen 1928 und 1934 Gouverneur von Südrhodesien war.

## Leben
Er war ein Sohn von William Hunter Rodwell und Constance Sophia Ruggles-Brise sowie Enkel mütterlicherseits von Colonel Sir Samuel Brise Ruggles-Brise (1826–1899). Er selbst absolvierte nach dem Besuch der 1645 gegründeten Cheam School sowie des renommierten 1440 gegründeten Eton College ein Studium am King’s College der University of Cambridge. Nachdem er als Angehöriger des Yeomanry-Regiments Suffolk Yeomanry Cavalry (The Duke of York’s Own Loyal Suffolk Hussars) am Zweiten Burenkrieg (1899 bis 1902) teilgenommen hatte, blieb er in Südafrika und war zwischen 1903 und 1918 Imperialer Sekretär des Hochkommissars in Südafrika. Für seine dortigen Verdienste wurde er 1909 zum Companion des Order of St Michael and St George (CMG) ernannt. 
Am 10. Oktober 1918 wurde er als Nachfolger von Sir Ernest Bickham Sweet-Escott Gouverneur von Fidschi und bekleidete diesen Posten bis zum 25. April 1925, woraufhin Sir Eyre Hutson ihn ablöste. Daneben war er in Personalunion zwischen dem 10. Oktober 1918 und dem 25. April 1925 Hoher Kommissar für den Westpazifik. Er wurde im Rahmen der Birthday Honours am 3. Juni 1919 als Knight Commander des Order of St Michael and St George (KCMG) geadelt, so dass er fortan das Prädikat „Sir“ führte. Im Anschluss übernahm er am 31. August 1925 den Posten als Gouverneur von Britisch-Guayana und löste dort Sir Graeme Thomson ab. Er hatte dieses Amt bis zum 7. November 1928 inne und wurde daraufhin von Sir Frederick Gordon Guggisberg abgelöst.
Zuletzt wurde er am 24. November 1928 als Nachfolger von John Chancellor Gouverneur von Südrhodesien und bekleidete diese Funktion bis zum 1. Mai 1934, woraufhin Herbert Stanley am 8. Januar 1935 offiziell seine Nachfolge antrat. In dieser Zeit ergänzte er am 29. Dezember 1932 durch Deed poll seinen Familiennamen „Rodwell“ um seinen Mittelnamen „Hunter“ zu „Hunter-Rodwell“. Im Rahmen der New Year Honours wurde er am 1. Januar 1934 zum Knight Grand Cross des Order of St Michael and St George (GCMG) erhoben. Nach seinem Eintritt in den Ruhestand war er als Friedensrichter (Justice of the Peace) in der Grafschaft Suffolk sowie als Direktor verschiedener Unternehmen tätig. Einer seiner Söhne war Colonel Evelyn John Clive Hunter-Rodwell.